# Gordon Stanley
Gordon Garhel Stanley (* 22. März 1919) ist ein ehemaliger australischer Marathonläufer.

## Leben
1947 wurde Stanley Meister von Victoria in 2:37:21 h. Im Jahr darauf wurde er Meister von New South Wales und verteidigte seinen Titel in Victoria mit seiner persönlichen Bestzeit von 2:35:01 h. 1949 wurde er Zweiter bei der Australischen Meisterschaft und zum dritten Mal Victoria-Meister. 
Einem vierten Platz bei den British Empire Games 1950 in Auckland folgte 1951 der nationale Meistertitel. 